# Костин, Владимир Макарович
Владимир Макарович Костин (1917—1995) — советский скульптор, автор ряда памятников и скульптурных композиций в Донецкой области, Киеве, Комсомольске-на-Амуре. Член Союза художников СССР.

## Биография
Родился в 1917 году в Донецке (тогда Юзовка).
В 1931 году после окончания семилетней школы устроился работать слесарем на завод имени 15-летия комсомола. Окончил рабфак в 1934 году. Учился в Одесском художественном техникуме и Киевском художественном институте. Проходил практику в Комсомольске-на-Амуре и на Кавказе, где делал этюды. Произведения созданные на Кавказе Киевская фарфоровая фабрика приобрела для тиражирования.
Во время Великой Отечественной войны работал на заводе.
В 1943 году и далее участвовал в краевых художественных выставках в Хабаровске, после одной из них был премирован краевым комитетом по делам искусств, получил почётную грамоту Политуправления Дальневосточного Фронта и принят в союз художников СССР.
Для Комсомольска-на-Амуре создал ряд скульптур: бюсты Ленина и Сталина, монументальные скульптурные композиции «Фронтовая санитарка» и «Материнство» на входе в поликлинику, монументальные горельефы на фасаде кинотеатра на тему «Гражданская война» (16 метров), «Отечественная война» (16 метров), «Победа» (12 метров). Горельефы выполнены в соавторстве со скульптором Клавдией Пантелеймоновной Водопьяновой — его женой. Там же в Комсомольске-на-Амуре в 1942 году родился сын Владимир.
Получил первую премию на конкурсе по созданию типовых памятников погибшим воинам.
В 1947 году вернулся в Сталино (теперь Донецк). Создал скульптуру шахтёра на тему «Освобождённый Донбасс», которая участвовала в областной выставке, а потом находилась в кинотеатре Шевченко. Для другой областной выставки создал скульптуру «Смена», посвящённую молодым шахтёрам, затем её тематическое продолжение «Молодой шахтёр», которое участвовало во Всесоюзной художественной выставке.
Возглавлял Товарищество художников.
По совету скульптора В. М. Костина скульптор Константин Ефимович Ракитянский сделал изменения в памятнике «Слава шахтёрскому труду» в Донецке и рука, держащая уголь стала вытянутой в правую сторону памятника, хотя изначально она была вытянута вперёд.

## Семья
Семья Костиных является творческой династией. Многие её члены имеют отношение к миру искусства.
- Жена: Клавдия Пантелеймоновна Водопьянова — член Союза художников СССР[4][5].
- Старший сын: Владимир Владимирович Костин (род. 1942;  Комсомольск-на-Амуре[6]) — член Донецкой областной организации союза художников Украины. Жена Владимира Владимировича Костина — Наталья Ивановна Пархоменко тоже художница, дочь художников Ивана и Ольги Черкасских.
- Дочь: Ольга Владимировна Костина — главный редактор журнала «Русское искусство»[7]
- Младший сын: Костин Александр Владимирович - скульптор, график, член Союза Художников РФ.
- Внучка: Елена Владимировна Костина — художница, мастер декоративно-прикладного искусства, создаёт оригинальные композиции на обивочной ткани. Дочь художников Владимира Владимировича Костина и Натальи Ивановны Пархоменко.

## Список работ Костина
| Фото | Название                                                                      | Дата установки | Место установки | Краткое описание |
| ---- | ----------------------------------------------------------------------------- | -------------- | --- | --- |
|      |                                                                               |                | Хабаровск | |
|      | бюст Ленина                                                                   | 1940-е         | Комсомольск-на-Амуре                                                                                                | |
|      | бюст Сталина                                                                  | 1940-е         | Комсомольск-на-Амуре                                                                                                | |
|      | Монументальные скульптурные композиции «Фронтовая санитарка» и «Материнство»  | 1940-е         | Комсомольск-на-Амуре, на входе в поликлинику                                                                        | |
|      | Монументальные горельефы «Гражданская война», «Отечественная война», «Победа» | 1940-е         | Комсомольск-на-Амуре, на фасаде кинотеатра                                                                          | |
|      | Скульптура Зои Космодемьянсокой                                               | 1950-е         | Ворошиловский район Донецка, в фойе кинотеатра «Комсомолец»                                                         | |
|      | «Непокорённые»                                                                | 1957           | Будённовский район Донецка                                                                                          | посвящён донецким подпольщикам Савве Григорьевичу Матекину, Степану Васильевичу Скоблову и Борису Ивановичу Орлову                                                                                             |
|      | Памятник В. В. Куйбышеву                                                      | 1961           | Куйбышевский район Донецка                                                                                          | скульпторы В. М. Костин, К. Водопьянова, архитектор — Н. К. Яковлев |
|      | Памятник Артёму                                                               | 1967           | Ворошиловский район Донецка, Советская площадь                                                                      | изготовлен в ЦРММ КП «Компания „Вода Донбасса“» |
|      | Памятник Никите Изотову                                                       | 1968           | Горловка, пр. Ленина, 1; Координаты: 48°18’20 N, 38°2’13 E                                                          | архитектор Н. Яковлев |
|      | Памятник Максиму Рыльскому                                                    | 1968           | Киев, около входа в Голосеевский парк                                                                               | скульптор — А. А. Ковалёв, архитектор — В М. Костин |
|      | Памятник В. И. Ленину                                                         | 21 апреля 1970 | Краматорск, площадь Ленина                                                                                          | архитекторы М. Яковлев и П. И. Вигдергауз; вес 7 т (850 кг рука с кепкой), высота 11 м; отлит на НКМЗ |
|      | Надгробный памятник на могиле Андрея Васильевича Головко                      |                | Байково кладбище | Бронзовый бюст, установленный на прямоугольном постаменте из серого гранита, подпись-факсимиле «А. Головко. 1897—1972». Плита, выполненная из чёрного гранита, В соавторстве с Макаром Кондратьевичем Вронским |
|      | Памятник борцам за установление Советской власти                              | 1967           | Находится в юго-восточной части города Кокшетау, Акмолинской области, Казахстана у Галочьих сопок на вершине холма. | Архитектор В.К. Романько. Доминирует в окружающем пространстве. У подножия холма разбит сквер. В левом углу площадки на вершине холма на высоком массивном постаменте установлена скульптурная группа.         |
|      | Горельефы на аттике Донецкого областного дворца пионеров                      |                | Ворошиловский район Донецка, пересечение улицы Артёма и Садового проспекта                                          | [ 13 ] |